# Handball-Oberliga Rheinland-Pfalz/Saar 2012/13
Die Handball-Oberliga Rheinland-Pfalz/Saar 2012/13 wurde unter dem Dach der Handball-Landesverbände Rheinhessen (HVR), Rheinland (HVRL), Pfalz (PfHV) und Saar (HVS) organisiert. Sie ist die höchste Spielklasse des Verbundes und war unterhalb der Regionalliga als vierthöchste Spielklasse im deutschen Ligensystem eingestuft.

## Saisonverlauf
Die Handball-Oberliga Rheinland-Pfalz/Saar 2012/13 war die elfte Ausspielung dieser Handballliga.

## Modus
Sechzehn Mannschaften (Frauen vierzehn) spielten eine Hin- und Rückrunde. Nach Abschluss der daraus resultierenden Spieltage ist der Meister in die 3. Liga aufgestiegen. Die vier letzten Mannschaften (Frauen drei) mussten in die Ligen ihrer Landesverbände absteigen. Der Modus war für Männer- und Frauenteams gleich.

## Teilnehmer
Nicht mehr dabei waren die Auf- und Absteiger der Vorsaison. Neu hinzukam der Absteiger (A) aus der 3. Liga und die Aufsteiger (N) aus den Ligen der Landesverbände.

## Abschlussplatzierungen
| Männer  1. VTZ Saarpfalz - 2. TSG Haßloch - 3. SG Saulheim - 4. DJK SF Budenheim (N) - 5. VTV Mundenheim - 6. TV 05 Mülheim - 7. HV Vallendar - 8. MSG HF Illtal - 9. TV Nieder-Olm (A) - 10 TV Offenbach - 11 HSG Völklingen (N) - 12 TuS 04 Dansenberg  13 SG Ottersheim/Bellheim/Z.  14 HSG Eckbachtal (N)  15 HG Saarlouis II  16 TV Bitburg 1911 (N) | Frauen  1. TV Bassenheim 1911 - 2. HSG Wittlich - 3. VTV Mundenheim - 4. TSV 1886 Kandel - 5. DJK St. Michael Marpingen - 6. 1. FSV Mainz 05 II - 7. SG Ottersheim/Bellheim/Z. - 8. TSG Friesenheim - 9. SV 64 Zweibrücken - 10 HSV Viktoria Püttlingen - 11 TV 1901 Hauenstein (N)  12 SG Saulheim (N)  13 TV 1896 Ruchheim  14 FSG Oberthal/Hirstein (N) |

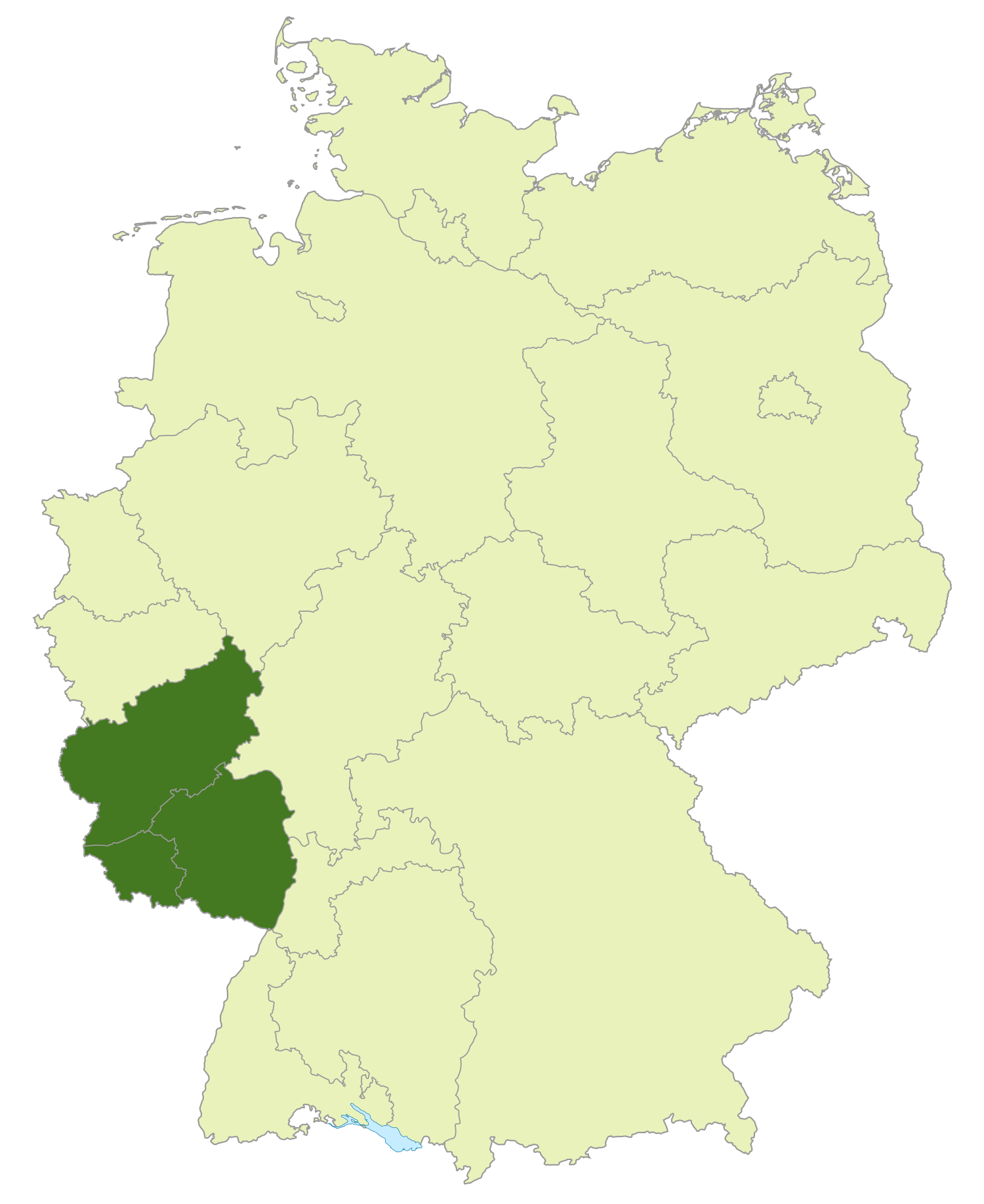
Bereich der Handball-Oberliga
Rheinland-Pfalz / Saarland

(A) = Absteiger aus der 3. Liga (N) = neu in der Liga (R) = Rückzug
 Meister und Aufsteiger zur 3. Liga 2013/14
- Für die Oberliga RPS 2013/14 qualifiziert

 Absteiger in die Ligen der Landesverbände.